# Тустань (село)
Ту́стань — село Івано-Франківського району Івано-Франківської області. Входить до складу Дубовецької сільської громади. До 2019 року центр сільської ради.

## Географічні дані
Лежить на лівому березі Дністра (між річками Гнила Липа і Бибелька), за 2,5 км від міста та залізничної станції Галич. Через село проходить автошлях на Галич та Підгайці. Населення — 1527 чоловік.
На платформі Тустань зупиняється приміський поїзд Ходорів — Івано-Франківськ.
Неподалік розташована і залізнична станція Галич.

## Історія
На території Тустані виявлено поселення давньоруських часів, а на території сусідньої Медухи — кам'яні знаряддя праці доби бронзи та антропоморфна фігура. У XII—XIII ст. ст. Тустань була місцем стоянки річкових суден, які пливли по Дністру.
Перша письмова згадка про село датується 1621 роком.

### Радянські здобутки
На території села колись була центральна садиба колгоспу «Ленінським шляхом». Господарство мало 2551,6 га землі, спеціалізувалося на виробництві свинини. За високі врожаї кукурудзи колгосп був учасником ВДНГ СРСР у 1963 році і нагороджений дипломом II ступеня. У 1965 році він завоював районний перехідний Червоний прапор за високий надій молока і виконання зобов'язань по продажу м'яса державі.
У 1983 році приєднано села Семаківці й Хоростків. У книгах галицького суду Хоростків згадується 24 червня 1447 року, Семаківці — 5 травня 1449 року. Попередньо 27 лютого 1447 року шляхтич Климент з Семиківець продав своє батьківське село Семиківці Галицького повіту Петру з Добієва.

## Населення

### Мова
Розподіл населення за рідною мовою за даними перепису 2001 року:
| Мова            | Кількість | Відсоток |
| --------------- | --------- | -------- |
| українська      | 1410      | 99.86%   |
| інші/не вказали | 2         | 0.14%    |
| Усього          | 1412      | 100%     |

## Сучасність
У селі є дванадцятирічна школа, клуб, бібліотека, амбулаторія, шість магазинів, дитячі ясла. За часів Радянської влади село наполовину перебудовано, новоселами стало 62 сім'ї. Занепад рільництва і тваринництва перервала поява в 2000-х роках українсько-данської аграрної компанії «Даноша», яка збудувала в Тустані сучасний фермерський комплекс із потужної свиноферми та вирощування кормів. Оголошено про майбутнє будівництво біогазового заводу наприкінці 2019 року.

## Церква
Церква Святого Василя Великого збудована в 1936 р.

## Монастир
- Покровський жіночий монастир Московського патріархату, створений в 1995 р., настоятелька — ігуменя Марія (Тимішак).

## Відомі люди
- Вихідцем із села є відомий український педагог, перекладач, лексикограф XVI ст. Лаврентій Зизаній.
- Володимир Чав'як «Чорнота» — легендарний повстанський командир та в'язень ГУЛАГу, автор мемуарів[13].
- Ярицький Степан Дмитрович — командир сотні УПА «Звірі», лицар Бронзового хреста бойової заслуги УПА.
- Добровольський Андрій Омелянович (*11.12.1996—†17.11.2017) — уродженець села Тустань, командир відділення 8-го батальйону 10-ї окремої гірсько-штурмової бригади, загинув на війні з російськими окупантами[14][15].